# Manamadurai
Manamadurai (o Manamadura) è una suddivisione dell'India, classificata come town panchayat, di 26.284 abitanti, situata nel distretto di Sivaganga, nello stato federato del Tamil Nadu. In base al numero di abitanti la città rientra nella classe III (da 20.000 a 49.999 persone).

## Geografia fisica
La città è situata a 9° 41' 60 N e 78° 28' 60 E e ha un'altitudine di 69 m s.l.m..

## Società

### Evoluzione demografica
Al censimento del 2001 la popolazione di Manamadurai assommava a 26.284 persone, delle quali 13.241 maschi e 13.043 femmine. I bambini di età inferiore o uguale ai sei anni assommavano a 3.099, dei quali 1.611 maschi e 1.488 femmine. Infine, coloro che erano in grado di saper almeno leggere e scrivere erano 19.523, dei quali 10.715 maschi e 8.808 femmine.